# Warped Tour Bootleg Series
Warped Tour Bootleg Series è un EP dei My Chemical Romance, pubblicato nel 2005.

## Tracce
1. I'm Not Okay (I Promise) - 2:59 (live da San Diego 30 giugno, 2005)
2. Thank You for the Venom - 3:37 (live da San Diego 30 giugno, 2005)
3. Helena - 4:22 (live da San Diego 30 giugno, 2005)
4. Cemetery Drive - 2:58 (live da Las Cruces 28 giugno, 2005)
5. You Know What They Do to Guys Like Us in Prison - 2:46 (live da Las Cruces 28 giugno, 2005)
6. Give 'Em Hell, Kid - 2:24 (live da Long Beach 1º luglio, 2005)

## Formazione
- Gerard Way - voce
- Frank Iero - chitarra ritmica
- Ray Toro - chitarra solista
- Mikey Way - basso
- Bob Bryar - batteria